# 루카 칼디롤라
루카 칼디롤라(이탈리아어: Luca Caldirola, 1991년 2월 1일 ~ )는 이탈리아의 축구 선수이다. 현재 소속팀은 몬차이며, 포지션은 중앙 수비수이다.